# اندیس دو کوهک ۲
دو کوهک ۲ یک اندیس فلزی است که در حوالی شهر جیان استان فارس قرار دارد و مادهٔ معدنی موجود در آن، مس است.  